# Cesare Lodeserto
Cesare Lodeserto, né le 23 août 1960 à Lecce, est un prêtre italien. Il a fondé, en 1997 dans le Sud de l'Italie, un centre pour immigrés clandestins, qui accueille notamment des prostituées forcées.

## Biographie
Cesare Lodeserto est né le 23 août 1960 à Lecce, Italie. À l'âge de 25 ans, il est ordonné prêtre. Ensuite, il a aidé à construire des écoles et des hôpitaux au Rwanda, à Madagascar et au Brésil.
En 1997, il fonde un centre pour immigrés clandestins à San Foca, dans le Sud de l'Italie. Quelques années plus tard, devant le flux incessant de femmes forcées à la prostitution en provenance des pays des l'Est, il a ajouté une aile supplémentaire pour les accueillir. La police locale et les carabiniers collaborent avec lui pour assurer la sécurité de ces femmes, auparavant soumises à la mafia albanaise. Même s'il existe d'autres centres pour immigrés clandestins en Italie, Lodeserto serait le seul à obtenir la collaboration des prostituées quand il s'agit de questions judiciaires. Selon l'adjoint au procureur de la République, Cataldo Motta, le travail de Lodeserto a permis à la justice italienne de faire « un pas de géant ».
Néansmoins, Cesare Lodeserto a été condamné à de multiples reprises par la justice italienne. Le 14 décembre 2010, il a été condamné en première instance à une peine abrégée d'un an et quatre mois pour escroquerie aggravée au préjudice de l'État, pour avoir perçu 230 000 euros pour l'aide de femmes ayant échappé à la prostitution, sans jamais avoir effectué la activités pour lesquelles les fonds avaient été alloués.
Il travaille actuellement en Moldavie en tant que vicaire général.